# پتروپاول، قزاقستان
پتروپاول (به قزاقی: Петропавл، پەتروپاۆل) شهری در استان قزاقستان شمالی کشور قزاقستان است که در سرشماری سال ۲۰۰۸ میلادی، ۲۰۸۵۴۷ نفر جمعیت داشته‌است و از سال ۱۸۰۷ میلادی به‌عنوان شهر شناخته می‌شده‌است.